# Babesia
Babesia är ett släkte av encelliga eukaryoter som infekterar ett hundratal olika ryggradsdjur.
Babesiaparasiterna är fästingburna parasiter och orsakar infektionssjukdomen babesios hos både människor och djur, en sjukdom som förstör den smittades röda blodkroppar, där parasiten förökar sig vilket kan orsaka blodbrist och organsvikt. De babesiaparasiter som har upptäckts hos människan är Babesia microti, Babesia divergens och Babesia duncani. I Europa är det vanligast att drabbas av Babesia divergens och i USA är Babesia microti mest förekommande. Hos hundar är det arten Babesia gibsoni som är vanligast. Hos boskapsdjur förekommer oftast Babesia bovis, Babesia bigemina och Babesia divergens. Parasiterna sprids vanligen via fästingar inom släktet Ixodes när dessa suger blod från ett värddjur. Vissa arter inom Babesia kan spridas från djur till människor via fästingbett och orsaka en zoonos. Det finns idag många kända arter av Babesia och den första Babesia-parasiten upptäcktes år 1888 av patologen Victor Babeș.
Babesia finns idag utspritt över stora delar av världen, där de vanligaste förekommande babesiaarterna som drabbar människor är i USA Babesia microti, medan motsvarande för Europa är Babesia divergens. På platser där sjukdomen babesios är mycket utbredd tror man att 40 procent av alla fästingar bär på babesiaparasiterna.
Det finns över tvåhundra olika arter av Babesia och de vanligaste förekommande är Babesia microti, Babesia divergens, Babesia duncani, Babesia bigemina, Babesia bovis och Babesia burgdorferi. Genom en fästings saliv tar sig parasiten direkt in i kroppens röda blodkroppar och där förökar den sig asexuellt.
Genom blodprov kan en Babesiaart upptäckas hos en bärare. Babesia behöver två värdar för att fullfölja sin livscykel, fästingar av släktet Ixodes, som vektor, som i sin tur för över parasiten till ett ryggradsdjurs röda blodceller. Mellan människor kan Babesia endast överföras via blodtransfusion.

## Historia
Den första babesiaparasiten upptäcktes och namngavs år 1888 av den ungerska naturforskaren och patologen Victor Babeș. Han fann att den var orsaken bakom massiva dödsfall hos nötkreatur i Rumänien under sent 1800-tal. År 1893 upptäckte patologen Theobald Smith och veterinären Frederik L. Kilbourne att babesiaparasiterna sprids via fästingar av släktet Ixodes. Medan man fann att Babesia orsakade babesios hos boskap redan under sent 1800-tal är det första väl dokumenterade fallet av human babesios daterat till 1956, i dåvarande Jugoslavien. Mannen som led av sjukdomen aspleni, smittades av human babesiosis och dog.
I slutet på 1960-talet rapporterades det första fallet av human babesios i Nordamerika på Nantucket Island, Massachusetts. Sedan dess har sjukdomen även rapporterats i Sydamerika, Europa, södra och östra Asien, men är alltjämt en ovanlig sjukdom hos människa. De flesta fall av human babesios i Nordamerika har orsakats av fästingarten Ixodes scapularis som är vektor för Babesia microti och i Europa har det främst varit fästingarten Ixodes ricinus som är vektor för Babesia divergens som står för human babesios.

## Livscykel och uppbyggnad

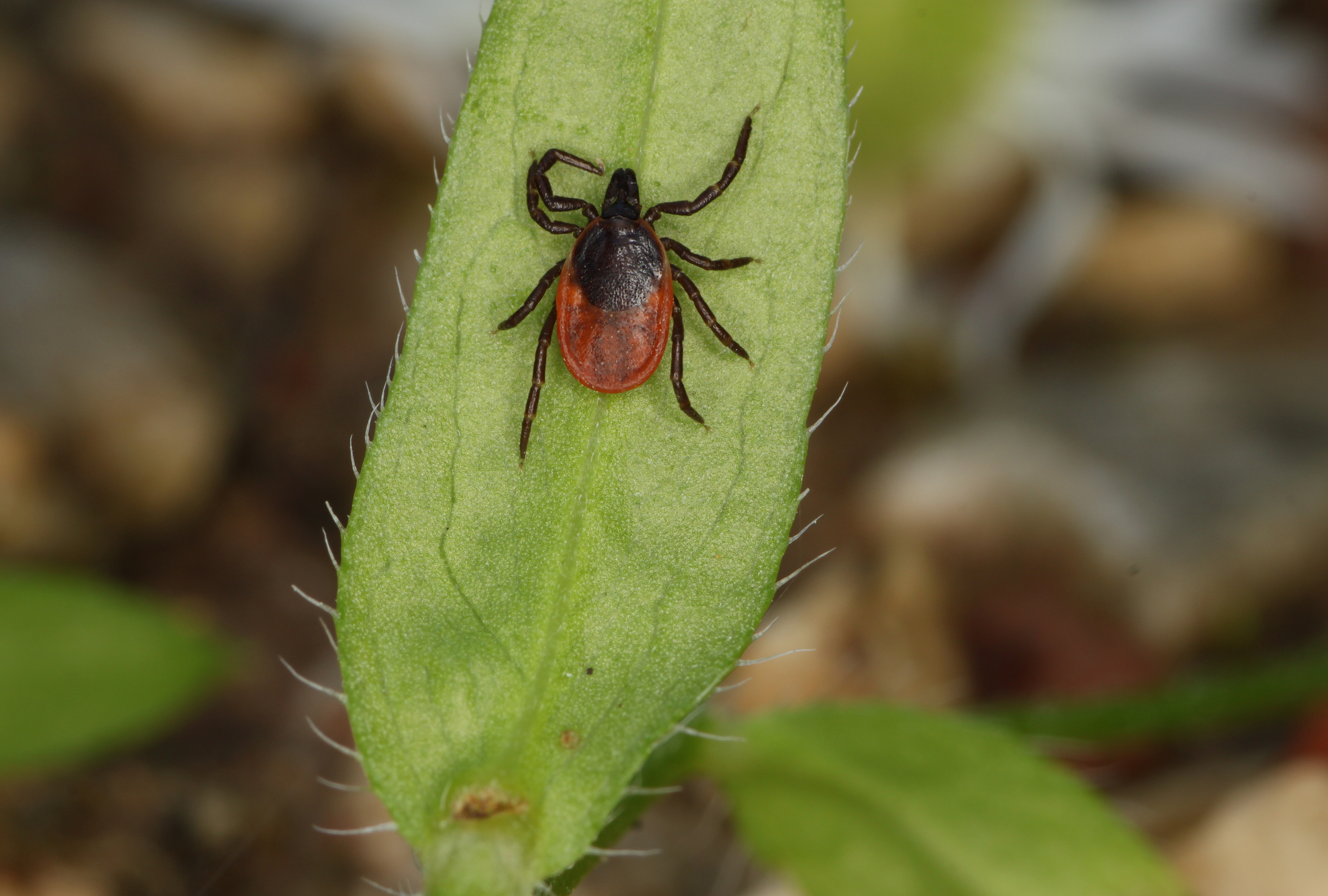
Vanlig fästing (Ixodes ricinus).

### Fästingarna som vektor
Fästingarna som tillhör släktet Ixodes livnär sig genom att suga blod under våren och hösten, för att sedan lägga ägg. Äggen kläcks under juli och larverna startar sin cykel under hösten där de hittar nya värdar att livnära sig på. Ur de nykläckta äggen kommer fästingar som genomgår tre olika stadier: larv, nymf och fullvuxen fästing. Under varje stadium suger fästingen blod en gång hos sin värd. Först då kan larverna drabbas av babesiaparasiter som kan smitta vidare till nya värdar. Under vintern är inte larverna aktiva utan de förvandlas till puppor som under våren lever upp och fortsätter sin livscykel. Under våren livnär de sig på nya värdar och till hösten har de blivit fullvuxna.

### Djur som värd
Babesiaparasiterna sprids mellan varmblodiga värddjur genom en vektor, vanligtvis en fästing. För att babesiaparasiternas livscykel ska fungera krävs det att två potentiella värdar finns. Den ena värden är ofta en gnagare och den andra är ofta en fästing som tillhör släktet Ixodes. Ixodes ricinus är den fästing som är vanligast i Sverige. Parasiten går igenom olika utvecklingsstadier som skiljer sig åt beroende på om den befinner sig i en fästning eller ett annat värddjur, men för att upprätthålla hela livscykeln kräver parasiten ett utbyte mellan dess värdar.
När en infekterad fästing biter ett ryggradsdjur så införs pyriformade (päronformade) sporozoiter med ett mått på mellan en och en halv till tre mikrometer via fästingens saliv och tar sig snabbt  in i den nya värdens röda blodceller. Sporozoiterna tränger in i de röda blodkropparna där de går in i trophozoit-stadiet, där parasiten äter och växer inuti blodcellen innan de förökar sig. Parasiten förökar sig asexuellt genom celldelning och bildar två till fyra dotterceller, merozoiter. När parasiterna växt till full storlek, mellan en och fem mikrometer långa, kommer de bryta sig ur de röda blodkropparna, som då ofta kollapsar. Merozoiterna sprids då ut i blodomloppet och fortsätter att infektera flera röda blodceller.
Av merozoiterna kommer några, efter att de infekterat nya röda blodceller, att sluta dela sig och istället differentiera till gametocyter, en typ av cell som kan dela sig och bilda hanliga och honliga könsceller. Gametocyterna fortsätter sedan att växa inuti värdens blodceller till dess de utvecklats klart, de ligger sedan kvar i blodcellen. Värddjuret bär nu på en slags Babesiaparasit och kan överföra denna till andra fästingar som suger blod hos denne. Det är alltså gametocyter som i sin tur är smittsamma för fästingar och som, efter att de infekterat fästingen, utvecklas till könsceller. Babesiaparasiterna sprids då vidare till andra fästingar som inte bär på parasiten genom att en fästing livnär sig på ett djur som blivit smittat. Parasiterna tar sig då in i fästingen och övervintrar där till följande år då fästingen behöver flera blodmål. Cykeln fortsätter sedan att upprepas, antingen tills infektionen stabiliseras eller tills värden dör.

## Reproduktion i fästingen
När fästingen spjälkar infekterade röda blodceller frigörs gametocyter i dess mag-tarmkanal. Dessa utvecklas sedan till könsceller, haploida gameter med en enkel kromosomuppsättning. Gameterna smälter sedan samman till befruktade celler, diploida zygoter (zygoter är könsceller med en dubbel kromosomuppsättning).
Det befruktade cellerna genomgår meios och går över till haploida ookinetes-stadiet, ett stadium som gör det möjligt för parasiten att röra sig och ta sig från fästingens mage-tarmkanal till dess hemolymf. Hemolymf är den vätska som finns i ryggradslösa djurs håligheter och vävnader och fyller en liknande funktion som blod hos ryggradsdjur.
Via fästingens hemolymf transporteras ookinetes till olika delar av fästingen, bland annat spottkörtlarna. När fästingen sedan suger blod sker vissa förändringar i dess spottkörtlar, vilket leder till att ookineteserna bildar sporozoiter. Detta kan ta några dagar efter att fästingen ätit. Det är sporozoiterna som sedan är smittsamma för ryggradsdjur (se stycket ovanför "Djur som värd") och som kan överföras till andra värdar via fästingens saliv.

I vissa Babesiaarter (Babesia sensu strictu) kan ookineteser även ta sig till fästingens äggstockar och ägg, varvid infektionsorsakande sporozioter kan överföras till fästingens avkomma.

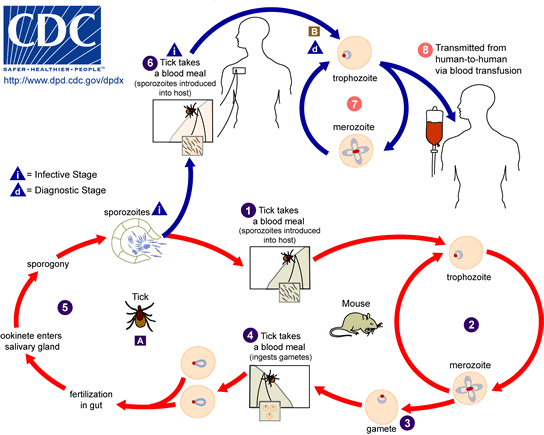

### Människan som värd
Då människan blir biten av en fästing som bär på en babesiaparasit, blir den en del av dess livscykel. Parasiterna i fästingen livnär sig då på människan och gör den till sin värd genom att föra in sporozoiter i blodet. Även hos människan tränger sporozoiter som innehåller parasiten in i de röda blodkropparna där de förökar sig asexuellt. När parasiten förökar sig i människans blod framkommer symtomen från sjukdomen babesios. Människan kan bara föra babesiaparasiten vidare till en annan människa genom en blodtransfusion. En fästing som suger blod hos en infekterad människa kan potentiellt föra babesiaparasiterna vidare till andra värdar.

## Alternativa vägar i livscykeln
Babesia kan även spridas genom blodtransfusion eller direktkontakt med infekterat blod. Infektion av Babesia via blodtransfusion är något som antas bli allt vanligare. Vissa arter av Babesia kan dessutom spridas genom vertikal överföring, vilket innebär att parasiten kan överföras från moder till avkomma under graviditet, födsel eller via modersmjölken. Vertikal överföring av Babesia har rapporterats hos flera olika däggdjur av bland annat B. divergens, B. ovis, B. gibsoni och B. equi. I nordöstra USA har några misstänkta fall av vertikal överföring av B. microti hos människor rapporterats.

## Utseende
Babesiaparasiter kan vara ringformade, päronformade i par eller ha formen av en tetraeder, och detta syns bäst när de finns i röda blodkroppar. Det är parasiternas storlek och form som avgör hur de orienterar sig och förhåller sig till varandra i de röda blodkropparna. Olika arter inom Babesia kan vara mellan en mikrometer och fem mikrometer långa. Babesiaparasiter skiljer sig också från varandra i hur de genomgår olika stadier av livscykeln, hur de kan överföras mellan värdar och deras känslighet mot antimikrobiella läkemedel.

## Klassificering
För att särskilja olika arter inom Babesia brukar släktskapsträd göras baserat på skillnader i deras DNA. Babesia klassificerades tidigare utifrån form och storlek på trophozoiter, och utifrån ursprunglig värd, något som ansågs säkert då. Storleken avgör nödvändigtvis inte släktskap och metoden som avser bestämning av ursprunglig värd grundades på antagandet att parasiterna är artspecifika, vilket nu visats är felaktigt för många babesiaparasiter. Vanligen delas Babesia in i två grupper. Den ena gruppen är små Babesia och har en kroppslängd mellan en och två och en halv mikrometer, där bland annat B. bovis och B. microti ingår. Den andra gruppen är stora Babesia, med längd mellan två och en halv till fem mikrometer där, bland annat B. canis och B. bigemina ingår (20). Stora Babesia kan också hänvisas till Babesia sensu stricto (Babesia ss.). Efter undersökningar av flera gener kan Babesia delas in i minst fyra grupper:
- Grupp 1. microti-liknande Babesia.
- Grupp 2. duncani-gruppen.
- Grupp 3. Babesids – B. divergens, B. divergens-liknande och B. venatorum.
- Grupp 4. Unguilibabesids.[9]

### Mångfald
Det finns för närvarande över hundra olika arter av Babesia beskrivna och antalet ökar ju fler sorters däggdjur som blir undersökta. En orsak till detta är att många babesiaarter har få begränsningar vad gäller typ av värd de kan infektera. Många studier ger stöd åt att det råder polygeni för de nuvarande organismerna inom släktet Babesia, och att det bör skapas nya släkten för att kartlägga släktskapen för både babesiaarter och andra Piroplasmider. Det finns dessutom en oklarhet runt det faktiska antalet arter inom Babesia. B. microti har exempelvis visats vara ett artkomplex med minst fyra namngivna typer (USA, München, Kobe och Hobetsu/Otsu). Det har getts förslag om att en del parasiter inom gruppen microti-liknande Babesia ska ingå i ett nytt släkte, men fler undersökningar krävs.

### Likheter med andra parasiter
Flera arter som tidigare var klassificerade som Babesia har visats vara närmare besläktade med Theileria, ett annat släkte av fästingburna parasiter inom samma ordning (apicomplexa). Skillnaden mellan dem är att Babesia endast försökar sig i röda blodkroppar medan Theileria invaderar vita blodkroppar och utvecklas till schizonter. Det finns dock undantag, exempelvis kan både B. microti och B. equi kan utveckla schizonter.

## Utbredning

### Sverige
Bland människor har enstaka fall beskrivits i Sverige. En yngre man som tidigare fått mjälten bortopererad men som i övrigt var frisk fick en svår parasitinfektion som krävde intensivvård. I ett annat fall fick en 52-årig man med tidigare hematologisk malignitet och bortopererad mjälte problem med återkommande infektionsepisoder där systemisk infektion med B. venatorum slutligen kunde konstateras och adekvat behandling kunde ges.
Under 2019 kom en serologisk studie från Sydsverige där blodprover från personer med Borreliainfektion hade undersökts och jämförts med en, vad man visste, frisk kontrollgrupp. Bland 86 Borreliapositiva individer hade 14 personer (16 %) antikroppar mot B. divergens och, eller antikroppar mot B. microti. Bland kontrollpersonerna var samma procentsiffra 2,5 %. Fördelningen mellan dessa två babesiaarter var ungefär lika stor vilket ytterligare förstärkte misstanken om att B. microti kan vara frekvent förekommande även i Europa. Sedan tidigare är B. microti väl uppmärksammad i USA (se nedan).
Mångfald och prevalens av Babesia i Sverige är till stor del outforskat. Fästingen Ixodes ricinus fungerar som vektor för alla zoonotiska babesiaarter och är även den dominerande fästingarten i Sverige. En svensk undersökning av 519 exemplar Ixodes rinicus gav en prevalens på 4,4 procent olika babesiaarter. I undersökningen upptäcktes bland annat B. venatorum för första gången i svenska fästingar, med en omfattning om cirka en procent. Andra arter som hittades var B. microti, med en prevalens på (3,2 procent) och B. divergens med en prevalens på 0,2 procent. Samtliga av dessa babesiaarter kan infektera människor. B. microti fanns i alla studiens undersökta områden och B. divergens hittades i nära anslutning till lokaler med babesiainfektion i kor. Undersökningen som gjordes var liten och det drogs inga generella slutsatser om Babesias omfattning i Sverige.

### USA
I USA är Babesia microti den mest spridda arten som orsakar sjukdomen babesios. Babasiaparasiterna förekommer både hos människor och djur i kustområden i nordöstra USA. Framförallt i New England, Wisconsin, Minnesota, New Jersey och New York State.
Under åren 2010-talet har antalet rapporterade fall ökat till drygt 2 000 humana fall årligen i slutet av decenniet. De största antalen är begränsad till ett fåtal delstater.
Sedan babesios blivit en rapporterad sjukdom i ett flertal delstater i USA har Babesia visats vara den vanligaste parasiten som överförs via blodtransfusion. De flesta fallen av human babesios i USA orsakas av B. microti och sprids i regel av fästingen I. scapularis. Den vitfotade musen (Peromyscus leucopus) är den primära värden för B. microti, men parasiten förekommer även hos många andra gnagare så som sorkar, näbbmöss och kaniner. B. duncani har också orsakat flera fall av babesios i USA, det är dock inte utrett vilka vektorer och värdar som den utnyttjar, men troligen är det främst hjortdjur. En mindre vanlig babesiaart är B. CA-type som orsakat fyra svåra till dödliga fall av babesios i Kalifornien. Patienterna hade genomgått splenektomi och var därför mer utsatta på grund av nedsatt immunförsvar. En annan mindre vanlig parasit är Babesia. MO1 som orsakat ett fåtal fall av babesios i Missouri, Washington och Kentucky. För denna typ är I. denatus, en fästing som är vanlig bland kaniner och en del fåglar, en vanlig vektor.

### Europa
I Europa är det arten Babesia divergens som sprids mest framgångsrikt och det är den absolut vanligaste typen av Babesia bland människor i Europa och har orsakat omkring 50 fall av babesios hos människor. Mer än hälften av alla fall har upptäckts i Frankrike och Storbritannien, men även andra länder såsom Österrike, Finland, Tjeckien, Schweiz, Tyskland, Italien, Montenegro och Polen har rapporterat om fall. Kor är den naturliga värden för B. divergens och den enda kända vektorn är fästingtypen Ixodes ricinus. Prevalensen av Babesia i I. ricinus brukar oftast vara mellan 1,3 och 4,1 procent. (5) B. venatorum finns också utbredd i Europa och har rådjur som naturlig värd. Även B. microti-liknande och ett antal B. divergens-liknande arter finns i Europa.

### Asien
Minst fyra olika arter av Babesia har orsakat zoonoser i Asien. 48 fall av babesios orsakat av B. venatorum har rapporterats från Kina. I Asien är B. microti-liknande arter också relativt vanliga där olika gnagare är vanliga naturliga värdar. Till skillnad från Europa hittas Babesia i andra sorters fästingar ur släktet Ixodae.

### Afrika
Diagnoser för babesios i Afrika är ovanligt, troligen på grund av feldiagnosticering då malariasymtom kan vara väldigt lika de som orsakas av babesios. Dock har många babesiaarter påvisats hos flera däggdjur och boskapsdjur. Inga reservoarer för zoonotiska Babesia är ännu kända eftersom inga sekvensanalyser gjorts när människor infekterats. Bara få studier har gjorts angående potentiella vektorer för zoonotisk Babesia, men en studie på Sinai halvön påvisade infektion av B. divergens-liknande och B. EU1 i fästingen I. ricinus.

### Australien
Det finns få dokumenterade fall där babesiaarter orsakat sjukdom hos människa i Australien, men det första fallet drabbade en 56-årig man med medicinska besvär. Infektionen hade dödlig utgång och orsakades av B. microti. Även B. duncani påvisats hos två patienter. Det finns inga kända reservoarer eller vektorer för zoonotiska Babesia i Australien. Flera babesiaarter har blivit rapporterade i både boskapsdjur och vilda djur. Babesiaparasiterna har även upptäckts på andra ställen. Hos pingviner i sydöstra Australien i form av en babesiaart nära besläktad med Babesia polelea och Babesia uriae.

### Sydamerika
Tre fall av babesios hos människor finns dokumenterat från Sydamerika, men parasiterna har inte identifierats. Två fall var från Brasilien och ett från Colombia. Serologiska studier tyder på att Babesia är relativt vanligt i vissa regioner. Många människor är också infekterade, men är antingen symtomlösa eller odiagnosticerade. Serum från ett fåtal fall av Borrelia har visat sig reagera med B. bovis antigener. Flera serumanalyser för både friska och borreliasmittade individer från Colombia och Brasilien har haft antikoppar mot B. bovis och B. microti. Det kan inte säkerställas att dessa parasiter är orsaken eftersom råa antigener använts i testerna, vilket kan resultera i kors-reaktioner med andra parasiters antigener.

### Övriga länder
Hos boskap och bönder i Mongoliet har arten Babesia microti påträffats, och denna art är även den som har uppmärksammats hos små däggdjur i Ryssland, hos möss i Japan och hos råttor i Taiwan. I Kina, hos boskap, är det i stället arten Babesia divergens som har hittats och hos får i Korea har en Babesia divergens-liknande art påträffats.

### Tabell över Babesia spp. som påträffats samt dess värdar
| Babesia art                                  | Babesia microti | Babesia divergens                                                                          | Andra Babesia-liknande arter |
| Länder och värdar där parasiterna påträffats | - Nordöstra USA hos gnagare - Tyskland hos åkersorkar - Ryssland hos däggdjur - Mongoliet hos boskap - Japan hos möss - Taiwan hos råttor | - Montenegro hos människor - Polen hos människor - Finland hos människor - Kina hos boskap | - Washington hos kaniner - Tyskland hos hjortdjur och människor - Österrike hos hjortdjur - Italien hos hjortdjur - Australien hos pingviner - Korea hos får |

### Klimat
Babesiaparasiter trivs bäst i sina vektorers optimala livsmiljö. Exempelvis vektorn Ixodes ricinus som lever i områden där luftfuktigheten är minst 85 %, vilket den är runt sjöar, vattendrag och hav.